# NGC 3913
NGC 3913 este o galaxie spirală situată în constelația Ursa Mare. A fost descoperită în 1789 de către William Herschel. Se află la o distanță de 19,8 megaparseci de Pământ.